# Galideus
Galideus – rodzaj prostoskrzydłych z rodziny szarańczowatych.

## Morfologia
Szarańczaki średniej wielkości. Ciało bardzo silnie wydłużone i wąskie, delikatnie drobno pomarszczone i skąpo owłosione.

### Głowa
Czułki nitkowate, u samców dłuższe, a u samic krótsze niż głowa i przedplecze razem wzięte. Głowa silnie wydłużona, stożkowata. Wyrostek (fastigium) ciemienia wąski, kanciasto ścięty, dużo dłuższy niż największa średnica oczu. Głowa u podstawy, naprzeciwko oczu, z poprzecznym wklęśnięciem i mocną poprzeczną bruzdą; ponad nimi wypukła; w profilu o spiczasto ściętym wierzchołku. Czoło nieco wklęśnięte. Odległość między oczami mniej więcej równa długości pierwszego segmentu czułków. 

### Tułów
Przedplecze cylindryczne z pięcioma płytkimi szwami, przy czym pierwszy i drugi czasem niewidoczne. Metazona długości ¼ prozony. Wyrostek przedpiersia rozszerzający się ku wierzchołkowi, gdzie jest spłaszczony i nieco wklęsły. Powierzchnia śródpiersia mała, odwrotnie trójkątna, zamknięta. Skrzydła obu par skrócone, nieco wystające poza połowę długości odwłoku. Pierwsza para o zaokrąglonym wierzchołku i silnie zredukowanej żyłce strydulacyjnej. Druga para szeroka o silnie wygiętych zewnętrznych krawędziach. Tylne uda wąskie, smukłe, nie sięgające wierzchołka odwłoku. Mniejszy zewnętrzny płatek tylnych kolan kanciasty. Zewnętrzny, wierzchołkowy kolec tylnych goleni obecny. Stopy smukłe, wydłużone, mniej więcej połowy długości goleni. Arolium duże. 

### Odwłok
Płytka nadanalna samca wydłużona, kanciasta, o smukłym wierzchołku. Przysadki odwłokowe długie, proste, prawie cylindryczne, delikatnie ścięte na końcach. Płytka subgenitalna krótka, nadzwyczaj stożkowata. Narząd kopulacyjny raczej smukły. Walwy bazalne i apikalne penisa połączone cienką lecz mocną pachwiną (flexure). Cingulum o dużych walwach i szerokim oraz silnym sklepieniu. Epiphallus w kształcie mostu, z dużymi, haczykowatymi lophi. Pokładełko długie, wąskie o prostych walwach.

## Występowanie
Oba opisane gatunki są endemitami Madagaskaru.

## Taksonomia
Rodzaj został opisany w 1908 roku przez Pierre'a Finota, jako takson monotypowy, a gatunkiem typowym ustanowiony G. mocquerysi. Drugi gatunek został opisany w 1962 przez V. M. Dirsha. 
Opisano dotąd 2 gatunki z tego rodzaju:
- Galideus elegans Dirsh, 1962
- Galideus mocquerysi Finot, 1908